# Armand Borel
Pour les articles homonymes, voir Borel.
Armand Borel (21 mai 1923 à La Chaux-de-Fonds - 11 août 2003 à Princeton) est un mathématicien suisse.

## Carrière
Armand Borel est professeur permanent à l'Institute for Advanced Study, Princeton, de 1957 à 1993. Il travaille en topologie algébrique, dans la théorie des groupes de Lie, et est un des créateurs de la théorie moderne des groupes algébriques linéaires.
Il fait ses études à l'ETH Zurich. Il subit l'influence du topologue Heinz Hopf, et du spécialiste des groupes de Lie Eduard Stiefel. À Paris à partir de 1949, il applique la suite spectrale de Leray à la topologie des groupes de Lie et de leurs espaces classifiants, sous l'influence de Jean Leray et Henri Cartan.
Il collabore avec Jacques Tits sur un travail fondamental sur les groupes algébriques, et avec Harish-Chandra sur leurs sous-groupes arithmétiques (en). Dans un groupe algébrique, un sous-groupe de Borel est un sous-groupe B tel que l'espace homogène G/B est une variété projective et minimale pour cette propriété. Par exemple, si G est GLn alors on peut prendre pour B le sous-groupe des matrices triangulaires supérieures inversibles. Dans ce cas, B est un sous-groupe résoluble maximal et les sous-groupes P paraboliques, i.e. compris entre B et G, ont une structure combinatoire (ici, les  variétés G/P sont les variétés de drapeaux). Tous ces objets se généralisent et jouent un rôle central dans la théorie.
La théorie de l'homologie de Borel-Moore (en) s'applique aux espaces localement compacts et est proche de la théorie des faisceaux.
Il a publié de nombreux livres, dont un sur l'histoire de la théorie des groupes de Lie. En 1991, il reçoit le prix Steele et en 1992, le prix Balzan « Pour ses contributions fondamentales à la théorie des groupes de Lie, des groupes algébriques et des groupes arithmétiques, et pour son action inlassable en faveur de la recherche mathématique et de la propagation des idées nouvelles. »
Il reçoit la médaille Brouwer en 1976.